# Mariannelunds folkhögskola
Mariannelunds folkhögskola är en folkhögskola som ligger i Mariannelund, Eksjö kommun i Sverige. Skolan drivs av pingströrelsen via Stiftelsen Pingstförsamlingarnas Skol- och Kursverksamhet. Skolan erbjuder bland annat olika sorters bibelkurser med olika inriktningar såsom friluftsliv, omvärld och sport. Det finns även möjlighet att läsa allmän kurs. Skolan har ett eget internat med 79 bäddar i både enkel och dubbelrum.

## Historia
I byggnaderna, som ligger mitt i samhället Mariannelund låg tidigare skolan Mariannelunds praktiska skola, som grundades av Oscar Johansson. Skolan byggde ett internat på 1960-talet. År 1972 förändrades statsbidragsvilkoren för bidrag till skolan, och den var tvungen att läggas ner. Detta uppmärksammades av Filadelfiaförsamlingen i Stockholm, som bedrivit en folkhögskola på Kaggeholms slott sedan 1942. Rektorn på folkhögskolan, Åke Boberg, tog tag i skolköpet av Mariannelund, och redan på hösten 1972 kunde den nya folkhögskolan öppna. De första åren var skolan en del av Kaggeholms folkhögskola, men 1977 erhöll de eget statsbidrag för verksamheten.